# Örnsköldsviks revir
Örnsköldsviks revir var ett skogsförvaltningsområde inom Härnösands överjägmästardistrikt, Västernorrlands län, som omfattade hela Björna, Trehörningsjö, Gideå, Grundsunda, Arnäs, Själevad, Mo, Nätra, Sidensjö, Vibyggerå, Nordingrå och Ullångers socknar samt delar av Anundsjö och Skorpeds socknar. Det var indelat i fyra bevakningstrakter och omfattade 31 637 hektar allmänna skogar (1920), varav fyra kronoparker med en sammanlagd areal av 25 481 hektar.